# Vânătorii Mici
Vânătorii Mici is een Roemeense gemeente in het district Giurgiu.
Vânătorii Mici telt 4667 inwoners.